# 前林恒平
前林 恒平（まえばやし こうへい、1985年6月29日 - ）は、日本のタレント、俳優である。

## 主な出演作品

### テレビ
- フェイク・ラブ(フジテレビ 2011年1月6日)